# Pfälzische Pts 2/2
Die Dampflokomotive der Baureihe 99.01, Pts 2/2 der Pfalzbahn war ein Einzelstück und wurde von der Firma Maffei in München hergestellt.

## Geschichte
Im Jahr 1916 beschafften die Königlich Bayerischen Staatseisenbahnen für ihre linksrheinischen Schmalspurstrecken in der Vorderpfalz einen B-Kuppler bei der Lokomotiven- und Maschinenfabrik J.A. Maffei. Bei ihrer Lieferung erhielt die Lok noch eine Nummer der Pfälzischen Eisenbahn (XXX) und die Gattungsbezeichnung Pts 2/2. Erst 1925 erhielt die Lok mit der Übernahme zur Deutschen Reichsbahn die Nummer 99 011 und wurde als Gattung B h2t geführt. Sie wurde dem Bw Neustadt-Haardt zugeordnet und bereits 1931 ausgemustert.

## Konstruktion

### Rahmen
Die Lokomotiven hatten einen genieteten Blechkastenrahmen. Der Wasserkasten – ein Rahmenwasserkasten der Bauart Krauss – befand sich innerhalb des Rahmens. Der Rahmen hatte Querversteifungen an Zugkasten und Pufferbohle.

### Kessel
Die Lokomotiven hatten einen einschüssigen, genieteten Langkessel, der Dampfdom mit Federwaagen-Sicherheitsventil saß auf dem vorderen Teil. Der Kesseldruck betrug 12 atü.

### Steuerung
Außenliegende Heusinger-Steuerung mit Kolbenschieber. Der Steuerblock liegt auf dem Rahmenkasten.

### Bremse
Eingebaut waren Saugluftbremsen der Bauart Körting sowie Wurfhebelbremsen.

### Aufbau
Auffallend waren der hochliegende Kessel und der als Wasserkasten ausgeführte Rahmen. Die Kohlen wurden in zwei Behältern links und rechts vor dem Führerhaus mitgeführt.

### Vorräte
Mitgeführt wurden von der Lokomotive 1,7 m³ Wasser im Rahmen-Wasserkasten sowie 0,6 t Kohle in zwei Behältern beidseitig vor dem Führerhaus im Bereich des Stehkessels.

## Lokomotivnummern
| Herstelldaten | Herstelldaten | Herstelldaten | Herstelldaten | Nummern je Epoche      | Nummern je Epoche      | Nummern je Epoche | Nummern je Epoche | Zusatzinformationen | Zusatzinformationen |
| Lfd. Nr.      | Her- steller  | Bau- jahr     | Fabr.- nummer | Pfalzbahn / K.B.Sts.B. | Pfalzbahn / K.B.Sts.B. | DR Betriebs-Nr.   | DR Betriebs-Nr.   | Ausge- mustert      |                     |
|               |               |               |               | Bahn-Nr.               | Name                   | (vorläufig)       | (endgültig)       |                     |                     |
| ------------- | ------------- | ------------- | ------------- | ---------------------- | ---------------------- | ----------------- | ----------------- | ------------------- | ------------------- |
| 1             | Maffei        | 1916          | 3637          | XXX                    |                        | 99 011            | 99 011            | < 1930              |                     |